# Swap (valuta)
 For alternative betydninger, se Swap. (Se også artikler, som begynder med Swap)
Swap for valutaer, også kendt som Valutaswap eller FX-swap (FX = Foreign Exchange).
Bruges primært til daglig likviditetsstyring i virksomheder med behov for valuta i fremmed mønt.
En swap er en aftale om at bytte to valutaer, og senere bytte dem tilbage igen. Disse to trin beskrives som swappens to ben:
- Det korte ben: Afvikles hovedsagligt med valør 2 dage (spot).
- Det lange ben: Afvikles typisk med valør 1 uge, 2 uger, 1 måned, 3 måneder, 6 måneder, 1 år.

En swap bruges eksempelvis hvis virksomheden mangler USD fra om 2 dage og 1 måned frem. Virksomheden indgår således en swap-aftale med typisk en større bank, hvor virksomheden modtager USD, mod at aflevere DKK til banken om 2 dage (det korte ben). Efter en måned byttes tilbage, så virksomheden afleverer USD til banken, og modtager DKK (det lange ben).

## Handel og beregning
Banken quoter to kurser ved aftalens indgåelse (En kurs for det korte ben, og en anden kurs for det lange ben). Forskellen mellem de to kurser betegnes swap-points, og udtrykker renteforskellen mellem de to valutaer.
{\displaystyle {\text{Swap-points = spotkurs}}\cdot ({\frac {1+{\frac {{\text{rente}}_{\text{quote valuta}}\cdot {\text{dage}}}{{\text{antal dage per aar}}_{\text{quote valuta}}}}}{1+{\frac {{\text{rente}}_{\text{base valuta}}\cdot {\text{dage}}}{{\text{antal dage per aar}}_{\text{base valuta}}}}}}-1)}
Hvilken valuta der er quote og hvilken der er base, afhænger af hvilke valutaer man handler. Hvis man eksempelvis handler mellem USD (Amerikansk dollar) og DKK (Danske kroner), er det altid USD der er base og DKK der er quote. Derfor angiver man valutakursen som Antal enheder af DKK der svarer til en enhed af USD.
Den typiske rangorden for de største valuater er:
EUR, GBP, AUD, NZD, HKD, USD, CAD, CHF, JPY.
Den danske krone (DKK) har altid lavest rangorden, når man handler i Danmark.

## Valørdage
Swaps kan i princippet handles med enhver dato som valør dato. Det mest almindelige er dog at det korte ben handles ud fra spotten (to dage), ellers er standarderne følgende:
| Forkortelse | Navn                      | Korte ben        | Lange ben              |
| ----------- | ------------------------- | ---------------- | ---------------------- |
| O/N         | Overnight                 | I dag            | I morgen               |
| T/N         | Tom-next (Tomorrow, next) | I morgen         | Om 2 dage              |
| S/N         | Spot-next                 | Om 2 dage (spot) | Dagen efter spot       |
| 1W          | En uge                    | Om 2 dage (spot) | En uge efter spot      |
| 2W          | To uger                   | Om 2 dage (spot) | To uger efter spot     |
| 1M          | En måned                  | Om 2 dage (spot) | En måned efter spot    |
| 3M          | Tre måneder               | Om 2 dage (spot) | Tre måneder efter spot |

Hvis det korte ben eller det lange ben falder på en weekend eller en helligdag, er det typisk dagen efter man bruger som udgangspunkt.